# Белогорье (Хмельницкая область)
Белого́рье (укр. Білогір'я, до 1946 — Ляховцы, укр. Ляхівці) — посёлок в Шепетовском районе Хмельницкой области Украины, центр Белогорской поселковой общины.
Железнодорожная станция Суховоля на линии Шепетовка—Тернополь.
Кирпичный завод, ТОО НВА «Перлина Подилля», ТОО «Белогорьемолокопродукт».

## История
Основан в 1441 году. Магдебургское право с 1583 года.
В 1946 г. указом Президиума ВС УССР село Ляховцы переименовано в Белогорье.
Статус пгт с 1960 года.

## Население
В 1989 году численность населения составляла 5699 человек.
По состоянию на 1 января 2013 года население составляло 5485 человек.

### Языковой состав
Родной язык населения по данным переписи 2001 года:
| Язык       | Численность, чел. | Доля     |
| ---------- | ----------------- | -------- |
| Украинский | 5 477             | 97,95 %  |
| Русский    | 84                | 1,50 %   |
| Другие     | 31                | 0,55 %   |
| Итого      | 5 592             | 100,00 % |

## Галерея

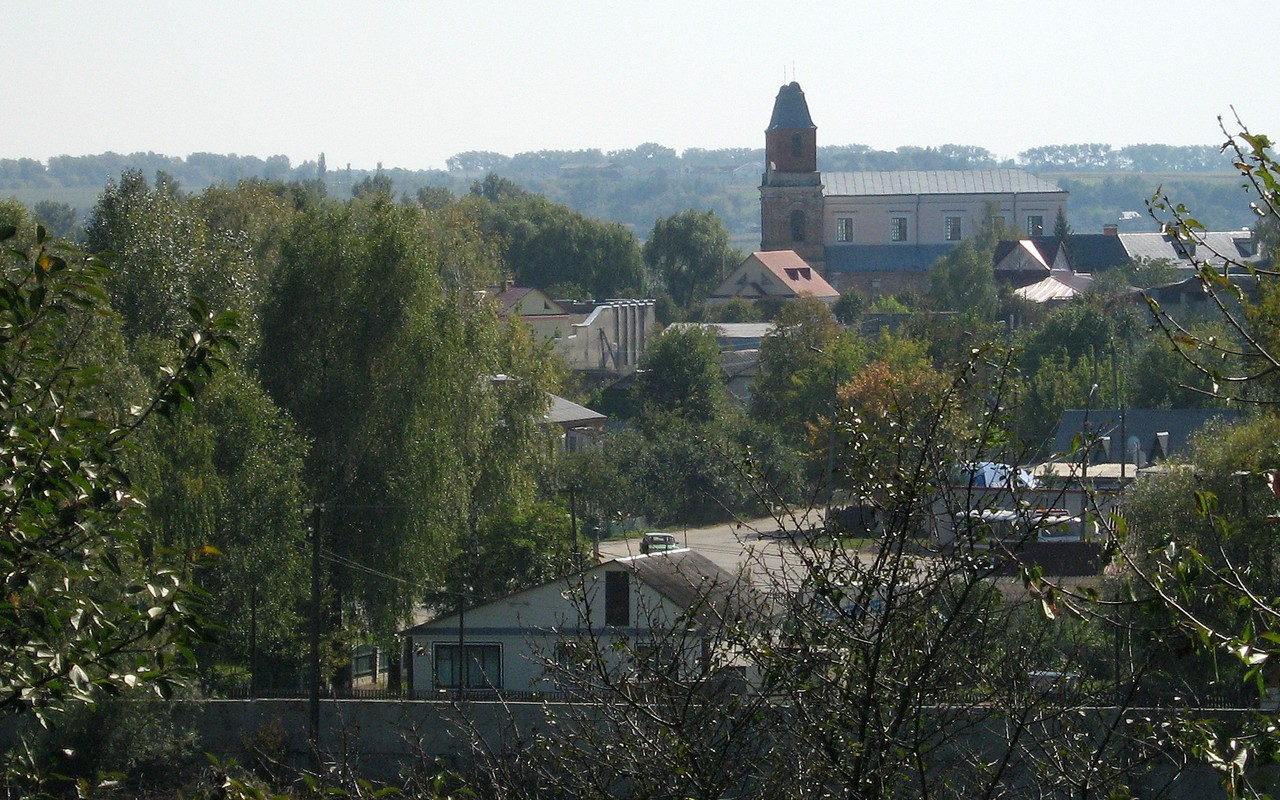
Белогорье
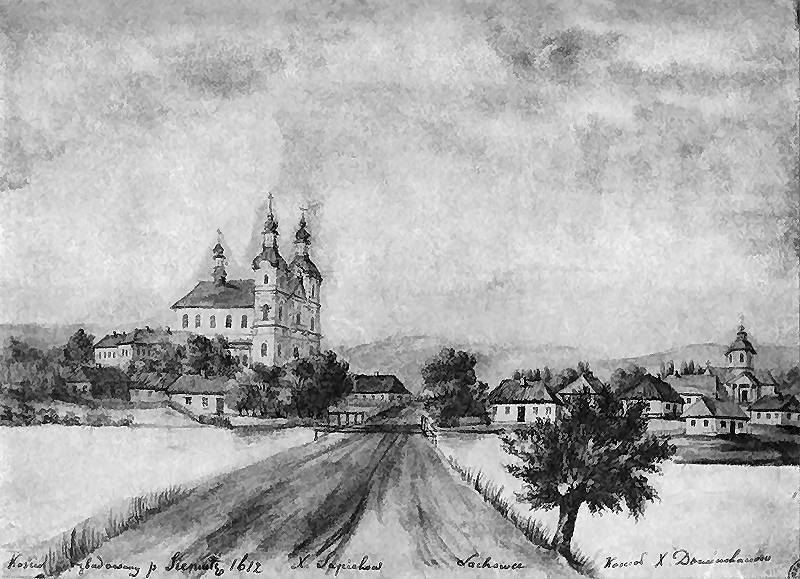
Ляховцы, гравюра ХІХ ст.
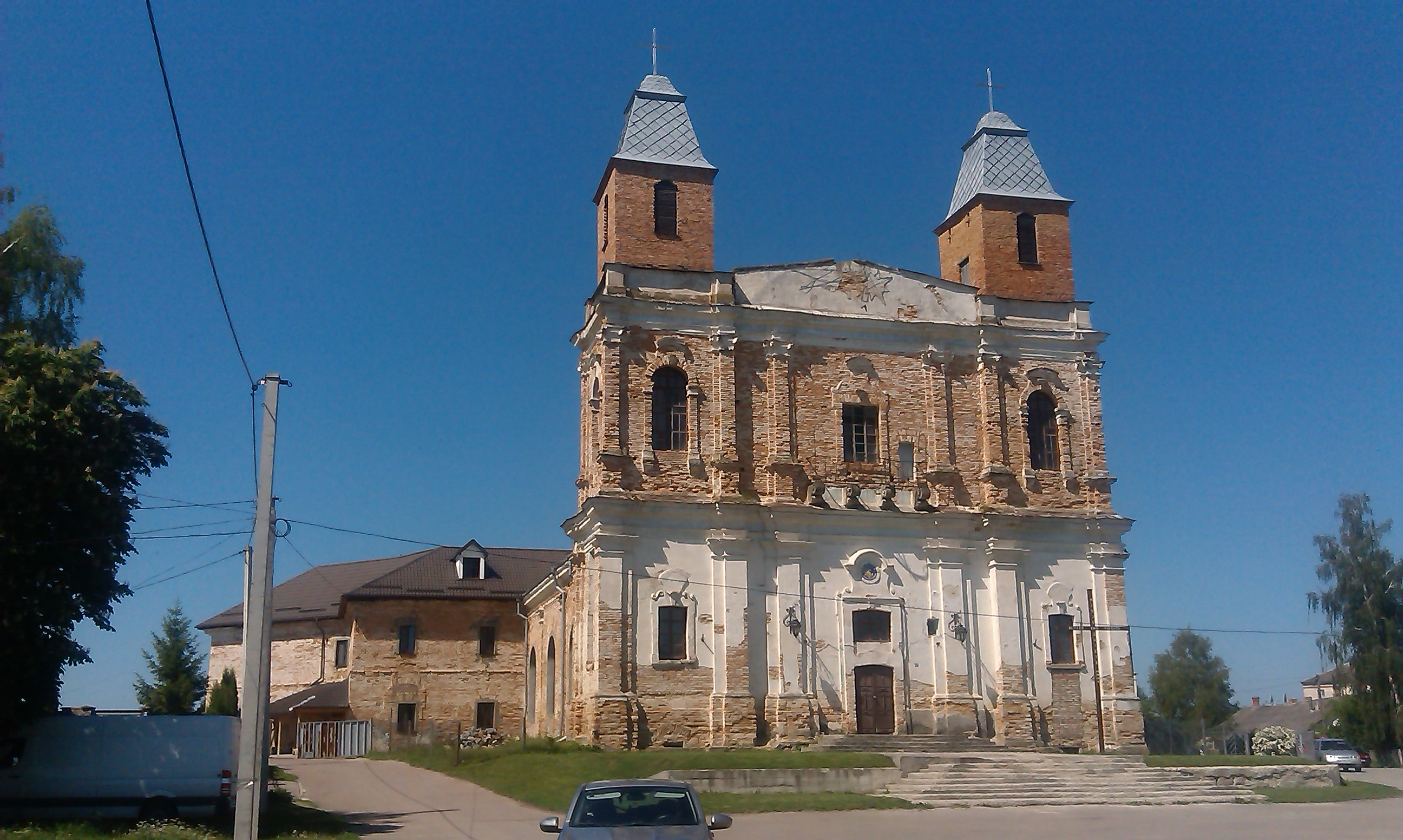
Костел XVII ст.

## Известные уроженцы
- В г. Белогорье в семье рабочих 14 января 1961 года родился Пантелеимон (Бащук) (в миру Виктор Романович Бащук), архиепископ УПЦ МП Уманский и Звенигородский.
- В г. Белогорье в семье рабочих 19 ноября 1961 года родился Митрофан (в миру Михаил Иванович Юрчук), архиепископ Луганский УПЦ МП.
- Богуславский, Вильгельм (1825—1901) — польский историк.